# Милан Йованович (футболіст, 1983)
Милан Йованович (чорн. Милан Јовановић / Milan Jovanović; нар. 21 липня 1983, Чачак) — чорногорський футболіст, захисник клубу «Црвена Звезда».

## Клубна кар'єра
У дорослому футболі дебютував 2000 року виступами за місцеву команду «Борац» (Чачак), в якій провів один сезон, взявши участь у 28 матчах чемпіонату.
Згодом грав на батьківщині за клуби «Младост» (Лучани), «Вождовац», «Раднички» (Белград).
У 2004 році виїхав за кордон в румунський «Васлуй», за який провів лише 9 матчів і забив 2 м'ячі. Після «Васлуя» Йованович перейшов в «Університатю» (Крайова). Проте в новому клубі грав мало і в 2005 році повернувся на батьківщину, де відіграв один сезон за клуб з Першої ліги «Раднички» (Ниш). 
У 2006 році повернувся назад до Румунії, де виступав за «Уніря» (Урзічень).
Своєю грою за останню команду привернув увагу представників тренерського штабу клубу «Університатя» (Клуж-Напока), до складу якого приєднався 2007 року. Відіграв за команду з міста Клуж-Напока наступні два сезони своєї ігрової кар'єри.
8 червня 2009 року Милан перейшов у віденський «Рапід», за який виступав до 2010 року. 
5 серпня 2010 року Йованович підписав трирічний контракт з російським клубом «Спартак-Нальчик». 15 травня 2012 року було повідомлено про дострокове розірвання гравцем чинного контракту зі «Спартаком» з обопільної згоди сторін. Всього за цей час встиг відіграти за команду з Нальчика 21 матч в національному чемпіонаті.
27 червня 2012 року Йованович на правах вільного агента підписав дворічний контракт з сербською «Црвеною Звездою».

## Виступи за збірну
24 березня 2007 року дебютував в офіційних матчах у складі національної збірної Чорногорії, яка проводила свій перший офіційний матч. Наразі провів у формі головної команди країни 30 матчів.